# 27 d'agost
El 27 d'agost és el dos-cents trenta-novè dia de l'any del calendari gregorià i el dos-cents quarantè en els anys de traspàs. Queden 126 dies per finalitzar l'any.

## Esdeveniments
Països Catalans
- 1353 - Port del Comte (Sardenya): La flota de Bernat de Cabrera derrota els genovesos en la batalla naval de Port del Comte. Això facilitarà la rendició de la ciutat de l'Alguer.[1]
- 1936 - Un decret de la Generalitat organitza el territori de Catalunya en comarques.
- 1984 - Barcelona: S'inaugura el Velòdrom d'Horta, en ocasió del Campionat Mundial de Ciclisme en Pista.[2]

Resta del món
- 55 aC - Juli Cèsar desembarca a la Gran Bretanya per primera vegada.
- 410 - El saqueig visigot de Roma acaba després de tres dies.
- 1137 - Ramir II d'Aragó promet amb un document firmat al castell d'Aierbe, que no farà cap donació sense permís del seu gendre el comte de Barcelona Ramon Berenguer IV.
- 1689 - Tractat de Nértxinsk entre Xina i l'Imperi Rus.
- 1776 - Long Island, Estats Units d'Amèrica: Victòria dels rebels estatunidencs en la batalla de Long Island emmarcada en la Campanya de Nova York i Nova Jersey de la Guerra d'Independència dels Estats Units.
- 1923 - L'incident de Corfú va ésser una crisi diplomàtica que va enfrontar el Regne de Grècia i el Regne d'Itàlia.[3]
- 1928 - París (França): El pacte Briand-Kellogg o pacte de París va ser signat per quinze països que renunciaven a la guerra com a instrument de política nacional en les seves relacions mútues.[3]
- 1933 - Surwold (Alemanya), s'estrena la cançó de protesta «Die Moorsoldaten» al Camp de concentració de Börgermoor
- 1916 - Bucarest (Regne de Romania): se signa el Tractat de Bucarest de 1916 entre Romania i la Triple Entesa.
- 1936 - Cementiri de Pereiró, Vigo (Galícia): Són afusellats per les autoritats franquistes els membres del Comitè del Front Popular de Vigo: Emilio Martínez Garrido, José Antela Conde, Ignacio Seoane Fernández, Enrique Heraclio Botana Pérez i Antonio Bilbatúa Zubeldía.
- 1953 - Es firma el Concordat del 1953 entre la Santa Seu i govern franquista.
- 1964 - Hollywood: Walt Disney estrena la pel·lícula "Mary Poppins"
- 1991 - Moldàvia es declara independent de la Unió Soviètica.
- 2000 - Moscou: Un incendi a la Torre Ostankino causa 3 morts.[4]
- 2003 – Mart és més a prop de la Terra que en 60.000 anys.

## Naixements
Països Catalans
- 1881 - Vic, Osona: Josep Maria Pericas i Morros, arquitecte català entre el modernisme i el noucentisme (m. 1966).[5]
- 1895 - València, l'Horta: Enric Duran i Tortajada, poeta i dramaturg valencià.
- 1919 - Montoliu de Lleida, Segrià: Jaume Gort Farré, escultor català.
- 1952 - Barcelona: Ramon Colom i Esmatges, periodista català.[6]
- 1960 - Artesa de Segre: Conxita Marsol Riart, advocada i política al Principat d'Andorra, cònsol major d'Andorra la Vella.[7]
- 1969 - Quart de Poblet, l'Horta de València: Antonio Núñez Celda, pilotaire valencià.
- 1974 - Cocentaina, Comtat: Carolina Ferre Amat, periodista valenciana.
- 1976 - Palma, IIla de Mallorca: Carles Moyà i Llompart, tennista mallorquí.
- 1981 - Igualada: Xènia Tostado Caballero, actriu catalana.[8]

Resta del món
- 1770 - Stuttgart, Prússia: Georg Wilhelm Friedrich Hegel, filòsof prussià (m. 1831).[9]
- 1845 - Pärnu, Imperi Rus: Fiódor Fiódorovitx Màrtens, diplomàtic i jurista rus.
- 1865 - Marietta, EUA: Charles Gates Dawes, advocat i polític estatunidenc.
- 1868 - Gentofte, Dinamarca: Erik Schmedes, tenor danès.
- 1869 - L'Havana: Laura Martínez de Carvajal, oftalmòloga, primera metgessa cubana.[10]
- 1870 - Tepic, Mèxic: Amado Nervo, poeta modernista mexicà.
- 1871 - Terre Haute, EUA: Theodore Dreiser, periodista i escriptor estatunidenc (m. 1945).[11]
- 1874 - Colònia, Alemanya: Carl Bosch, químic i enginyer alemany. Premi Nobel de Química de 1931 (m. 1940).[12]
- 1884 - Revel, França: Vincent Auriol, advocat i polític francès, 16è president de la República Francesa (m. 1966).[13]
- 1890 - Filadèlfia, EUA: Man Ray, artista estatunidenc (m. 1976).[14]
- 1906 - Hamburg: Lis Beyer, artista tèxtil alemanya formada a la Bauhaus (m. 1973)[15]
- 1909 - Valladolid, Espanya: Alfonso María de Borbón y Pintó, militar espanyol.
- 1915 - Washington DC, EUA: Norman Foster Ramsey, físic estatunidenc.Premi Nobel de Física de 1989.[16]
- 1919 - Buenos Aires: Haydée Vallino de Lemos, fundadora d'Àvies de la Plaza de Mayo.[17]
- 1920 - Nàpols, Itàlia: Maria Curcio, pianista clàssica italiana que com a professora va tenir una gran reputació (m. 2009).[18]
- 1928 - Fukuchiyama, Japó: Osamu Shimomura, químic orgànic i biòleg marí japonès. Premi Nobel de Química de l'any 2008 (m. 2018).[19]
- 1937 - Detroit, EUA: Alice Coltrane, música estatunidenca.[20]
- 1941 - Mindelo, Cap Verd: Cesária Évora, cantant de Cap Verd, reconeguda a nivell internacional (m. 2011).[21]
- 1943 - Sevilla, Espanya: Luis Rojas-Marcos de la Viesca, psiquiatre, investigador i professor espanyol nacionalitzat estatunidenc.
- 1945 - Starnberg, Baviera: Marianne Sägebrecht, actriu alemanya.[22]
- 1947 - Canton, Xinaː Flossie Wong-Staal, viròloga i biòloga molecular xinesa-estatunidenca, primera científica a clonar el VIH (m. 2020).[23]
- 1961 - Austin, EUA: Tom Ford, dissenyador de moda i director de cinema estatunidenc.
- 1977 - São Bernardo do Campo, Brasil: Anderson Luis de Souza, més conegut com a Deco, futbolista brasiler nacionalitzat portuguès.
- 1979 - Emmet, EUA: Aaron Paul, actor estatunidenc.
- 1982 - Santander, Espanya: Raúl Martín Del Campo, futbolista espanyol.
- 1983 - Oix, Kirguizstan: Susana Jamaladínova més coneguda com a Jamala, cantant ucraïnesa d'ascendència tàtara i armènia.
- 1985 - Čapljina, RFS Iugoslàvia,: Nikica Jelavić, futbolista croat.

## Necrològiques
Països Catalans
- 1680 - Monestir de Montserrat: Joan Cererols i Fornells, compositor, músic i monjo benedictí català.
- 1978 - Barcelona, Barcelonès: Josep Maria Batista i Roca, historiador, etnòleg i polític català.
- 1993 - Calella de Palafrugell, Baix Empordà: Josep Alsina i Bofill, metge català.
- 2006 - Sant Cugat del Vallès, Vallès Occidental: Anton Cañellas Balcells polític, advocat i síndic de greuges català.
- 2007 - Castelló de la Plana: Palmira Pla Pechovierto, pedagoga i mestra aragonesa (n. 1914).[24]
- 2009 - Badalona, Barcelonès: Isidor Cònsul i Giribet, editor i crític literari i escriptor català.
- 2011 - Barcelona, Barcelonès: Heribert Barrera i Costa, polític i químic català, militant d'ERC i president del Parlament de Catalunya.
- 2014 - Barcelona, Barcelonès: Pere Pubill i Calaf (Peret), músic català, considerat per molts el creador de la rumba catalana.
- 2015 - Barcelona, Barcelonès: Joan Garriga i Vilaresau, pilot de motociclisme català.
- 2019 - Tolosa de Llenguadoc: Conxita Grangé i Beleta, resistent antifeixista, supervivent del Camp de Ravensbrück (n. 1925).[25]
- 2022 - Torroella de Montgrí: Vicenç Pagès i Jordà, escriptor i crític literari català (n. 1963).

Resta del món
- 1521 - Condé-sur-l'Escaut, Regne de França: Josquin Des Prés, compositor i cantor de l'escola francoflamenca.
- 1576 - Venècia: Tiziano Vecellio o Tiziano Vecelli, conegut com a Ticià o Tiziano, pintor del Renaixement italià.
- 1586 - Madrid, Regne de Castella: George de La Hèle, músic de l'escola francoflamenca.
- 1610 - Anne Bacon, erudita autora de la traducció del llatí de l'Apologie of the Anglican Church, de John Jewel (n. 1528).[26]
- 1611 - Madrid, Regne de Castella: Tomás Luis de Victoria, sacerdot, mestre de capella i compositor polifonista del Renaixement.
- 1635 - Madrid, Regne de Castella: Lope de Vega, escriptor castellà.
- 1664 - Madrid, Regne de Castella: Francisco de Zurbarán, pintor castellà (n. 1598).[27]
- 1758 - Aranjuez, Espanya: Maria Bàrbara de Bragança, aristòcrata portuguesa, infanta de Portugal i reina consort d'Espanya.
- 1903 - Tòquio: Kusumoto Ine, primera metgessa de medicina occidental al Japó (n. 1827).[28]
- 1958 - Palo Alto, EUA: Ernest Orlando Lawrence, físic estatunidenc. Premi Nobel de Física de l'any 1939 (n. 1901).[29]
- 1963 - Accra, Ghana: William Edward Burghardt Du Bois, activista afroamericà (n. 1868).[30]
- 1964 - Buenos Aires, Argentina: Félix Scolati, compositor, director d'orquestra i folklorista italià.
- 1965 - Roquebrune-Cap-Martin, França: Le Corbusier, arquitecte, urbanista, decorador i pintor francès.[14]
- 1971 - Chicago: Lil Hardin, pianista, compositora, arreglista, directora i cantant de jazz americana (n. 1898).[31]
- 1975 - Addis Abeba (Etiòpia): Haile Selassie I d'Etiòpia, darrer emperador d'Etiòpia (n. 1892).[3]
- 2007 - Madrid, Espanya: Emma Penella, actriu espanyola.
- 2009 - Moscou, Rússia: Serguei Mikhalkov, dramaturg rus.
- 2012 -
  - Madrid, Espanya: Aurora Bautista, actriu espanyola de formació teatral i èxit cinematogràfic (n. 1922).[32]
  - Ciutat del Cap, Sud-àfrica: Neville Alexander, historiador, poliglot, polític, escriptor, proponent d'una Sud-àfrica multilingüe i exrevolucionari que fou company de presó de Nelson Mandela.[33]

## Festes i commemoracions
- santa Mònica d'Hipona, mare;
- Sant Osi de Còrdova, pare de l'Església;
- Sant Lliceri de Coserans, bisbe;
- Sant Vidià d'Aliscans, màrtir;
- Sant Cesari d'Arle;
- Sant Amadeu d'Hautecombe, bisbe;
- beat Gabriel-Marie Nicolas, franciscà cofundador de l'Orde de l'Anunciació de Santa Maria;
- beata María del Pilar Izquierdo Albero, fundadora de l'Obra Missionera de Jesús i Maria (1945).